# The Lady of Red Butte
The Lady of Red Butte er en amerikansk stumfilm fra 1919 af Victor Schertzinger.

## Medvirkende
- Dorothy Dalton som Faro Fan
- Thomas Holding som Webster Smith
- Tully Marshall som Ed
- William Courtright som Hoodoo
- Josef Swickard som Delicate Hanson